# Gare de Grandvaux
La gare de Grandvaux est une gare ferroviaire située sur le territoire de la localité de Grandvaux, appartenant à la commune suisse de Bourg-en-Lavaux, dans le canton de Vaud.

## Situation ferroviaire
Établie à 565,065 mètres d'altitude, la gare de Grandvaux est située au point kilométrique 8,31 de la ligne Lausanne – Berne entre les gares de Bossière (en direction de Lausanne) et de Puidoux (en direction de Berne).
Elle est dotée de deux voies encadrées par deux quais.

## Histoire
La gare de Grandvaux a été inaugurée en 1862 avec la mise en service du tronçon Lausanne - Fribourg de la ligne Lausanne – Berne. La gare a été agrandie en 1885 tandis que le bâtiment voyageurs a été reconstruit en 1948.

## Service des voyageurs

### Accueil
Gare des CFF, elle est dotée d'un bâtiment voyageurs à proximité duquel se situe un distributeur automatique de titres de transport. Un parc relais offrant 42 places de stationnement pour les automobiles est présent à proximité directe du bâtiment voyageurs.
La gare n'est pas accessible aux personnes à mobilité réduite.

### Desserte
La gare fait partie du réseau RER Vaud, assurant des liaisons rapides à fréquence élevée dans l'ensemble du canton de Vaud. Grandvaux est desservie chaque heure par les lignes S5 et S6 qui relient toutes deux Allaman à Palézieux. Certaines relations de la ligne S6 sont prolongés plusieurs fois par jour du lundi au vendredi jusqu'à Romont tandis que la desserte des deux lignes varie suivant les tronçons,.

### Intermodalité
La gare de Grandvaux est en correspondance à l'arrêt Grandvaux, gare sud avec la ligne d'autobus 381 assurée par CarPostal qui relie les gares de Palézieux et de Cully via Forel (Lavaux).